# Das Hochstapler-Trio
Das Hochstapler-Trio è un film muto di genere poliziesco del 1914 diretto da Waldemar Hecker e prodotto da Karl Werner.

## Produzione
Il film fu prodotto dalla Karl Werner Film-

## Distribuzione
Uscì nelle sale cinematografiche tedesche con il visto di censura ottenuto nel maggio 1914.